# Коган, Симха Бенционович
Си́мха Бенцио́нович Ко́ган (10 января 1918, Кишинёв — 7 июня 1979, Алма-Ата) — казахский советский пианист и концертмейстер. Народный артист Казахской ССР (1967).

## Биография
Родился в Кишинёве, в семье скрипача, заведующего нотным отделом книжного магазина Бенциона Давидовича Когана и Марии Семёновны Коган, домохозяйки. В начале 1920-х годов отец стал владельцем магазина нот и музыкальных инструментов на улице Куза Водэ (Иринопольской), 13.
Окончил частную консерваторию музыки и дикции «Униря» (Unirea) в Кишинёве в 1938 году. В 1940—1941 годах (после присоединения Бессарабии к СССР) — концертмейстер и солист Кишинёвской филармонии. С началом Великой Отечественной войны с родителями и младшими братом Иосифом и сестрой Евой эвакуировался в Ворошиловск, где с отцом, братом и сестрой выступал в семейном ансамбле концертной бригады при Дагестанском концертном бюро в Махачкале; в 1942 году семья эвакуировалась дальше — в Алма-Ату.
С 1942 года — концертмейстер Казахской государственной филармонии. Коган внёс вклад в развитие музыкального искусства Казахстана. В качестве концертмейстера выступал со многими известными мастерами музыкального искусства в Казахстане, союзных peспубликах, во многих странах мира.
В 1958 году был удостоен звания заслуженного артиста Казахской ССР, в 1967 году — народного артиста Казахской ССР. Награждён орденом «Знак Почёта» (03.01.1959).
Скончался 7 июня 1979 года в Алма-Ате, похоронен на Алматинском городском кладбище.

## Семья
- Брат — Иосиф Бенедиктович Коган (1920—1982), скрипач и музыкальный педагог, заслуженный артист Казахской ССР, профессор Алма-Атинской государственной консерватории имени Курмангазы[1]. Выступал в дуэте с братом.
- Сестра — Ева Бенционовна Коган (1928—1985), пианистка, музыкальный педагог, профессор, заслуженная артистка Казахской ССР[6].